# Фишман, Марк Вениаминович
Марк Вениаминович Фишман (1919—2003) — советский учёный-петрограф, доктор геолого-минералогических наук, профессор. Заслуженный работник науки и культуры Коми АССР, Заслуженный деятель науки РСФСР (1991). Создатель Геологического музея имени А. А. Чернова (1968), директор Института геологии, Коми филиала АН СССР (1961—1985), его работа определила основные направления геологических исследований и поисков минерального сырья в Коми АССР.

## Биография
Родился 14 октября 1919 года в городе Симферополе.
В 1936 году окончил среднюю школу и поехал учиться в Новочеркасский индустриальный институт. После завершения второго курса строительного факультета он перевёлся на горный факультет. Защитить дипломную работу ему помешала начавшаяся Великая Отечественная война.

### Военное время
В августе 1941 года — курсант танкового училища в городе Камышин.
С сентября 1942 по май 1945 года служил в 3 отдельном танковом полку на Западном фронте, затем на 3 Белорусском фронте:
- Командир взвода (лейтенант, старший лейтенант), начальник АТС полка.
- В июне 1945 — декабре 1946 года — помощник начальника штаба 60 тяжёло-танкового полка.

Отказался от карьеры военного и продолжил учёбу в институте.

### Научная работа
В 1948 году был распределён на работу на базу АН СССР в Коми АССР, в сектор геологии, возглавляемый в те годы профессором А. А. Черновым.
1 февраля 1948 — младший научный сотрудник сектора геологии базы АН СССР в Коми АССР, 16 марта 1957 — старший научный сотрудник
В 1949—1966 годах — доцент Коми Государственного Педагогического института, курс лекций по геологии.
В 1955 году защитил кандидатскую диссертацию на тему «Геолого-петрографическое исследование хребта Сабля (Приполярный Урал)», а в 1971 году — докторскую «Гранитоиды приосевой зоны Приполярного Урала в связи с проблемой эволюции магматизма подвижных поясов земной коры».
3 октября 1958 — временно исполняющий обязанности заведующего лабораторией минералогии и шлихового анализа Института геологии КФ АН СССР
21 июля 1959 — заведующий лабораторией петрографии и рудных полезных ископаемых
3 июля 1961 года — исполняющий обязанности директора, с 19 апреля 1962 года — директор Института геологии Коми филиала АН СССР.
21 мая 1968 года создал при Институте геологии КФ АН СССР Геологический музей имени А. А. Чернова.
В 1985 году, когда ушёл по возрасту с должности директора института, стал заведующим лабораторией ядерной геохронологии.
С 1986 года руководил геологическим музеем института, затем с 1995 года оставался ведущим научным сотрудником, консультантом при директоре Института.
Скончался 5 декабря 2003 года в Сыктывкаре.

## Семья
Жена (с 1941 года) — Кузькокова, Нина Николаевна (1919—1999) — геолог.
- Дети — Александр, Анатолий, Тамара.

## Награды, премии и звания
- 1944 — Медаль «За боевые заслуги»
- 1945 — Медаль «За взятие Кёнигсберга»
- 1945 — Медаль «За победу над Германией в Великой Отечественной войне 1941—1945 гг.»
- 1963 — Орден Трудового Красного Знамени
- 1965 — Юбилейная медаль «Двадцать лет Победы в Великой Отечественной войне 1941—1945 гг.»
- 1968 — Юбилейная медаль «50 лет Вооружённых Сил СССР»
- 1969 — Заслуженный деятель науки Коми АССР
- 1970 — Медаль «В ознаменование 100-летия со дня рождения Владимира Ильича Ленина»
- 1975 — Юбилейная медаль «Тридцать лет Победы в Великой Отечественной войне 1941—1945 гг.»
- 1978 — Юбилейная медаль «60 лет Вооружённых Сил СССР»
- Лауреат премии Республики Коми
- Диплом ВДНХ СССР и 2 бронзовые медали ВДНХ
- 1991 — Заслуженный деятель науки РСФСР[5].
- 1998 — Орден Почёта.

## Членство в организациях
- октябрь 1944 — ВКП(б), в политотделе 3 Отдельного танкового полка, 3 Белорусский фронт
- Всесоюзное минералогическое общество (член президиума), организатор и первый председатель Сыктывкарского отделения ВМО
- Коми республиканское общество охраны природы, председатель
- Уральский петрографический совет.
- Межведомственный совет по проблеме Большого Урала
- Межведомственный Координационный совет МСК.